# Гончаренко, Роман Александрович
Рома́н Алекса́ндрович Гончаре́нко (укр. Роман Олександрович Гончаренко; род. 16 ноября 1993, Поташ, Черкасская область) — украинский футболист, защитник клуба «Верес».

## Клубная карьера
Роман Гончаренко родился 16 ноября 1993 в селе Поташ Маньковского района Черкасской области. В 2010 году выступал в ДЮФЛУ за ФК «Тальное» из одноименного города. Первый тренер — Александр Ярославович Герасимлюк.
Взрослую карьеру начал в любительских клубах ФК «Тальное» и «Ильичевец». С 2013 года выступал в клубе «УТК-Ятрань» из Умани. В 2015 году команда дебютировала в чемпионате Черкасской области, в этом сезоне Роман в составе клуба отыграл 10 матчей и отличился 1 голом. По итогам сезона вошел в символическую сборную Черкасской области.
В конце июля 2015 перешел в состав клуба «Черкасский Днепр». За команду дебютировал 1 июля 2015 в победном (3:1) домашнем поединке 2-го тура первой лиги чемпионата Украины против тернопольской «Нивы». Роман вышел на поле в стартовом составе и отыграл весь поединок. Первым голом на профессиональном уровне отличился 1 октября 2016 на 17-й минуте ничейного (1:1) выездного поединка 12-го тура первой лиги чемпионата Украины против ахтырского «Нефтяника». Гончаренко вышел на поле в стартовом составе и отыграл весь поединок. Всего в составе «Черкасского Днепра» в чемпионате сыграл 44 матча и отличился 1 голом, еще 2 матча провел в Кубке Украины.
В 2017 году подписал контракт с перволиговым «Ингульцом», за который за полтора сезона провел 35 матчей во всех турнирах и отличился тремя голами.
Сезон 2018/2019 доигрывал во второлиговом «Полесье» (Житомир), а по завершении турнира присоединился к кременчугскому «Кремню», выступавшему в первой украинской лиге.
В марте 2020 года на официальном сайте ровенского «Вереса» появилась информация, что центральный защитник переходит в их ряды и будет играть под 8 номером.

## Достижения
«Черкасский Днепр»
- Серебряный призёр Первой лиги Украины: 2015/16